# یواس‌اس بتفیش (اس‌اس‌ان-۶۸۱)
یواس‌اس بتفیش (اس‌اس‌ان-۶۸۱) (به انگلیسی: USS Batfish (SSN-681)) یک زیردریایی بود که طول آن ۳۰۲ فوت ۳ اینچ (۹۲٫۱۳ متر) بود. این زیردریایی در سال ۱۹۷۱ ساخته شد.